# Piotr Drzewiecki (prezydent Warszawy)

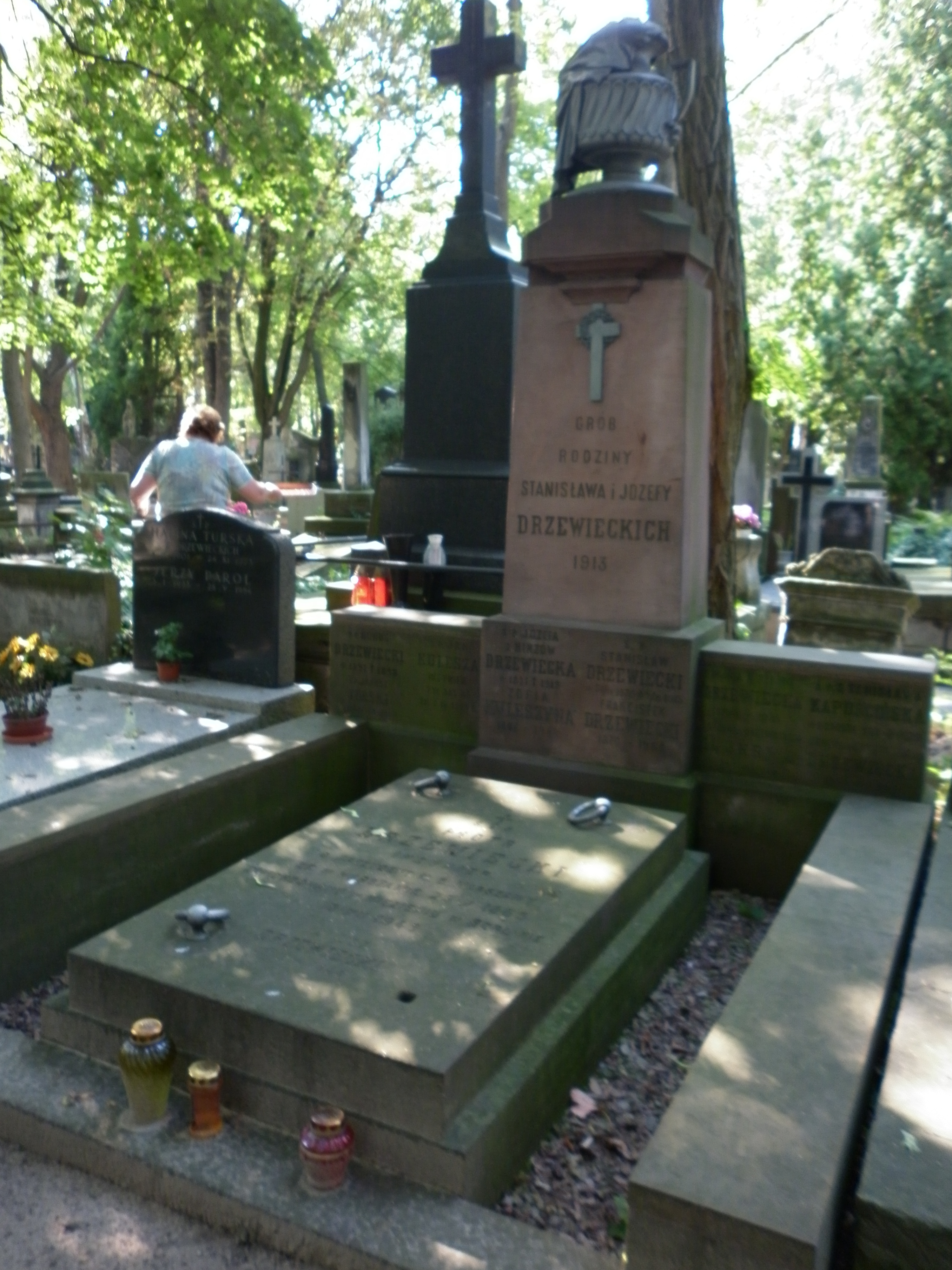
Grób Piotra Drzewieckiego na cmentarzu Powązkowskim w Warszawie

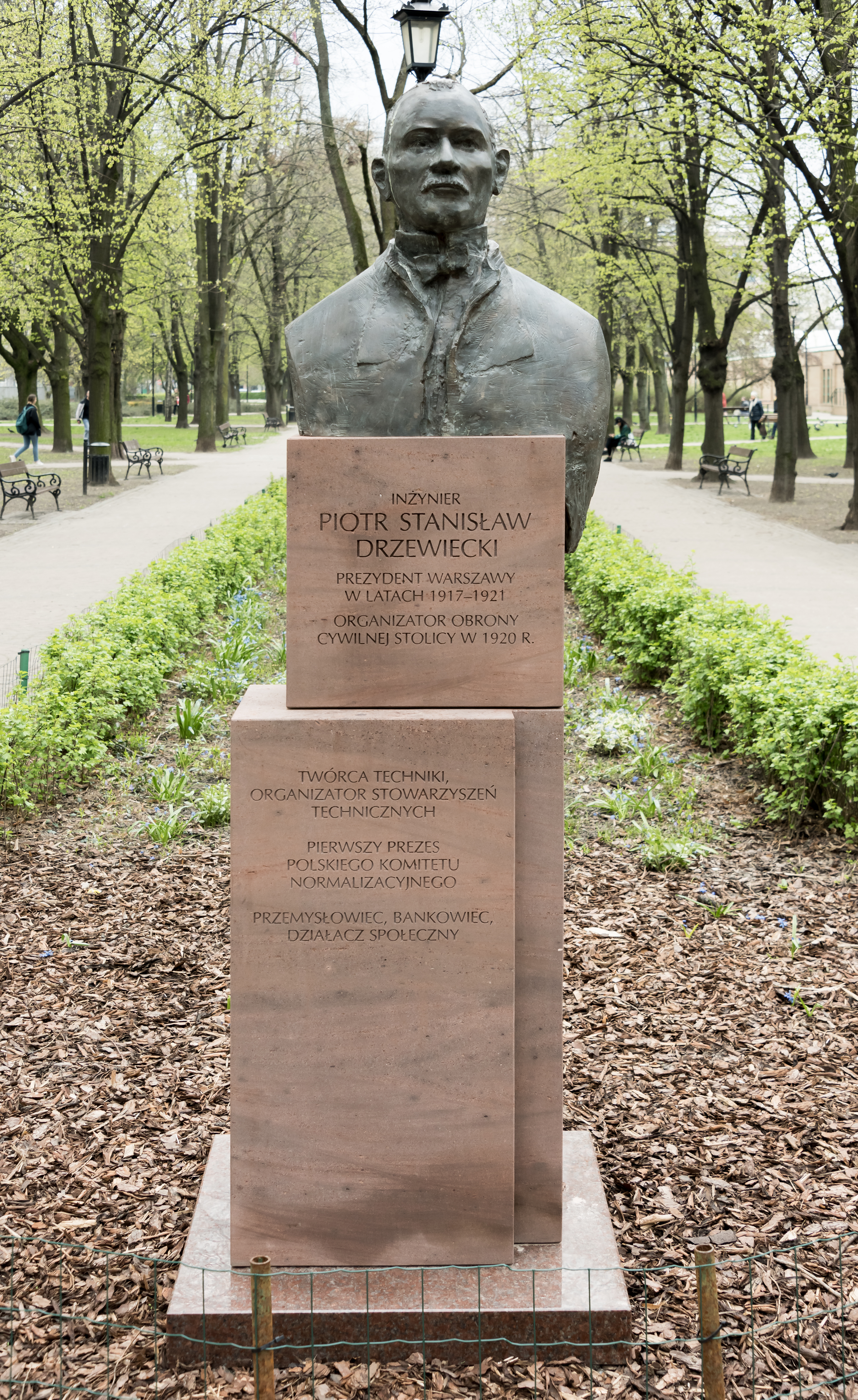
Popiersie Piotra Drzewieckiego w parku Mirowskim w Warszawie

Piotr Stanisław Drzewiecki (ur. 29 maja 1865 w Warszawie, zm. 8 grudnia 1943 w Berlinie) – polski inżynier technolog, przemysłowiec oraz działacz społeczno-gospodarczy. Pierwszy prezydent Warszawy w II Rzeczypospolitej.

## Życiorys
Absolwent szkoły realnej w Warszawie (1883) oraz Wydziału Mechanicznego Petersburskiego Instytutu Technologicznego i Instytutu Inżynierów Cywilnych w Petersburgu (studia w Instytucie Technologicznym ukończył w 1888 r. ze złotym medalem przyznanym za dyplomowy projekt młyna parowego). Podczas studiów przewodniczący samopomocowej kasy studentów polskich w Petersburgu oraz bibliotekarz księgozbioru polskich studentów IT.
Po powrocie do Królestwa Polskiego w 1889 r. rozpoczął pierwszą pracę jako asystent dyrektora fabryki rur Hulczyńskiego w Sosnowcu. W latach 1890–1891 odbył podróż zagraniczną m.in. po Niemczech i Anglii w celu uzupełnienia swojej wiedzy. Po powrocie do kraju był inżynierem w przedsiębiorstwie budowlanym dróg i urządzeń technicznych "Kamieński i Grosmann" (1891-1893).
W 1893 r. do spółki z inż. Janem Jeziorańskim, kolegą ze studiów w petersburskim IT, założył przedsiębiorstwo, pod nazwą Towarzystwo Budowy Maszyn i Urządzeń Sanitarnych Drzewiecki i Jeziorański Sp. Akc. (firma działała do 1939 r.), Specjalizująca się w produkcji urządzeń wentylacyjnych, sanitarnych oraz centralnego ogrzewania firma miała przed I wojną światową sieć 10 oddziałów także na terytorium Rosji europejskiej.  Był organizatorem i udziałowcem wielu innych firm warszawskich, m.in. fabryki odlewów żelaznych i warsztatów mechanicznych działającej pod nazwą "Towarzystwo Akcyjne Syrena" (1894-1905) czy biura budowy młynów "Małyszyński i spółka" (1896-1914), Przedsiębiorstwo Urządzeń Ogniotrwałych dla Płynów Łatwopalnych Systemu Martini i Hünecke (1911-1917). Dzięki kontaktom zadzierzgniętym podczas studiów w Petersburgu  przedsiębiorstwa przemysłowe, których Drzewiecki był współwłaścicielem, rozwijały działalność na terenie Rosji. W 1913 był współorganizatorem a następnie udziałowcem Domu Towarowego Braci Jabłkowskich.
Od 1889 roku zaczął pisać artykuły do „Przeglądu Technicznego”. W latach 1899–1919 był prezesem Stowarzyszenia Techników Polskich (STP) - przyczynił się do budowy siedziby STP przy ul. Czackiego 3/5 w Warszawie. Jako uznany specjalista w dziedzinie zarządzania był także w latach 1898–1902 wykładowcą budowy maszyn w Wyższej Państwowej Szkole Budowy Maszyn i Elektroniki im. H. Wawelberga i S. Rotwanda. Był także prezesem Towarzystwa Kursów Naukowych (1905-1918), Dzięki jego inicjatywie wybudowano budynek gimnazjum im. Stanisława Staszica przy ul. Polnej 60 w Warszawie.
Po wybuchu I wojny światowej członek zarządu i wiceprezes Centralnego Komitetu Obywatelskiego w Warszawie (1914–1915). Po zajęciu Warszawy przez Niemców w sierpniu 1915 był burmistrzem ustanowionym przez okupantów władz miejskich (1915-1917) a od  2 października 1917 zastępcą prezydenta miasta Zdzisława Lubomirskiego. Po jego wejściu w skład Rady Regencyjnej Królestwa Polskiego 22 marca 1918 został wybrany przez Radę Miejską prezydentem stolicy. Funkcję tę sprawował  do 28 listopada 1921. Był prezydentem bardzo pracowitym, obowiązkowym i ofiarnym; z własnych dochodów wypłacał nagrody pracownikom miejskim za dokonane przez nich usprawnienia w pracy. Umiał także dość skutecznie przeciwstawiać się nadmiernym żądaniom niemieckich okupantów. Jego zasługą było też przyłączenie do miasta obszarów podmiejskich, co stworzyło solidne podstawy rozwoju miasta w dobie II Rzeczypospolitej.
W 1919 założył Ligę Pracy, której został prezesem (w latach 1919–1939), w tym samym czasie kierował Polskim Bankiem Komunalnym. W 1920 r. powołał do życia w Chrzanowie pierwszą polską fabrykę lokomotyw. Po wybuchu I wojny światowej został członkiem Centralnego Komitetu Obywatelskiego (do 1915). Ponadto był prezesem m.in. Polskiego Towarzystwa Elektrycznego, Polskiego Związku Przemysłu Metalowego, działaczem Centralnego Związku Polskiego Przemysłu, Górnictwa, Handlu i Finansów. Przyczynił się do reaktywacji po 1918 roku – Uniwersytetu Warszawskiego, Politechniki Warszawskiej i SGGW. W 1931 był współzałożycielem klubu Rotary International. Następnie – od 1935 – był prezesem Instytutu Naukowego Organizacji i Kierownictwa (zał. w 1925).W 1923 r. zainicjował założenie Komitetu Technicznego dla normalizacji wyrobów przemysłowych oraz ich dostawy przekształconego rok później w Polski Komitet Normalizacyjny (na podstawie uchwały z 9 grudnia 1924 r.). P. Drzewiecki został jego pierwszym prezesem i piastował to stanowisko aż do wybuchu II wojny światowej.
W 1920 dodatkowo został zastępcą prezesa Rady Obrony Stolicy. W latach 1930–1937 był przewodniczącym komisji planowania regionalnego Warszawy. W 1939 roku przewodniczący Rady Nadzorczej Polskiego Banku Komunalnego.
Został aresztowany przez Niemców w 1942 r. W 1943 więziony na Pawiaku, zmarł w więzieniu Moabit w Berlinie. Jego prochy zostały w 1949 r. sprowadzone do Polski i złożone w grobowcu na cmentarzu Powązkowskim (kwatera 65-3-16,17).

## Życie prywatne
Syn kupca bławatnego Stanisława (zm. 1915) i Józefy z Hinzów (1837–1912). Miał trzech braci: ekonomistę i prawnika Ludwika (1863–1938), inżyniera chemika Józefa (1867-1952) i Franciszka (1870-1960) – w latach 30. XX w. wiceministra Poczt i Telegrafów oraz siostrę pedagożkę Zofię (1881-1949), żonę inżyniera Jana Kuleszy (1872–1924). Od 1889 r. był żonaty z Marią Feliksą z Kapuścińskich. Mieli córki: Wandę (1890-1942), żonę Władysława Borawskiego (1875-1940), Grażynę (1899-1990) żonę Janusza Ilińskiego, Halinę (1902-1946) żonę Władysława  oraz syna Janusza (1901-1945).

## Ordery i odznaczenia
- Krzyż Komandorski z Gwiazdą Orderu Odrodzenia Polski (25 stycznia 1939)[10]
- Krzyż Komandorski Orderu Odrodzenia Polski (2 maja 1922)[11][12]
- Złoty Krzyż Zasługi (19 lipca 1939)[13]
- Krzyż Komandorski II Klasy Orderu Wazów (Szwecja, 1929)[14]

## Upamiętnienie
W 2023 roku w stołecznym parku Mirowskim odsłonięto popiersie Piotra Drzewieckiego.
Imię Piotra Drzewieckiego otrzymało Technikum Mechatroniczne nr 1 w Warszawie.